# Fachinstitut der Steuerberater
Das Fachinstitut der Steuerberater ist ein als gemeinnütziger Verein organisierte Interessenvertretung mit Sitz in Köln.

## Ziele und Aufgaben
Ziel des Instituts ist die wissenschaftliche Mitarbeit an der Auslegung und Fortentwicklung des Steuerrechts sowie an den Aufgaben der betriebswirtschaftlichen Steuerlehre zur Förderung der Allgemeinheit. Es organisiert für seine Mitglieder fachwissenschaftliche Sitzungen und veranstaltet steuerwissenschaftliche Tagungen und Kongresse. Das Institut erstellt und publiziert ferner fachliche Gutachten und Schriften.

## Mitglieder
Institutsmitglieder können selbständige Steuerberater, Wirtschaftsprüfer, Rechtsanwälte und Hochschullehrer werden. Ferner Personen die in Hochschulen, Unternehmen und Verbänden beruflich im Steuerrecht tätig sind sowie Organisationen von Angehörigen steuerberatender Berufe.

## Geschichte
Das Fachinstitut der Steuerberater wurde 1947 von angesehenen Kölner Steuerberatern und Fachwissenschaftlern errichtet, um in den Aufbaujahren nach dem Zweiten Weltkrieg die Verbindung der steuerberatenden Praxis und Wissenschaft zu fördern.

## Auszeichnungen
Das Fachinstitut der Steuerberater verleiht die nach dem Rechts- und Staatswissenschaftler Armin Spitaler benannte Spitaler-Plakette, eine vergoldete Medaille mit dem Profil von Armin Spitaler, an Persönlichkeiten für ihre Verdienste um das Institut. Ferner zeichnet es seit 1953 um die Förderung des Steuerrechts und der betriebswirtschaftlichen Steuerlehre verdiente wissenschaftliche Leistungen mit dem Gerhard-Thoma-Ehrenpreis aus.

## Veröffentlichungen
- Steuerberater-Jahrbuch 2016/2017, Fachinstitut der Steuerberater (Hrsg.), Köln 2017, ISBN 978-3-504-62663-1
- Steuerberater-Jahrbuch 2017/2018, Fachinstitut der Steuerberater (Hrsg.), Köln 2018, ISBN 978-3-504-62664-8